# Kyōwa
Kyōwa (共和町?) è una cittadina giapponese della prefettura di Hokkaidō.